# Ga Tao Đàn
Ga Tao Đàn là một trong các nhà ga của Tuyến đường sắt đô thị Khu đô thị Tây Bắc - Thủ Thiêm nằm tại quận 1, Thành phố Hồ Chí Minh.
Nhà ga nằm trên đường Cách Mạng Tháng Tám, phía Đông Bắc giáp công viên Tao Đàn.
Nhà ga hiện đang trong quá trình thi công.

## Bố trí ga
| G                               | Mặt đất                                                                       | Lối vào/Lối ra                                                                      |
| B1 Tầng trung chuyển            | Tầng 1                                                                        | Khu bán vé, khu thương mại, khu bộ phận kỹ thuật, khu cổng ra vào và cổng kiểm soát |
| B2 Tầng ke ga                   | Ke ga 1                                                                       | ← L3 Tuyến 3 đi Từ Dũ (Hướng đi Depot An Hạ) (dự án)                                |
| B2 Tầng ke ga                   | Ke ga đảo, cửa sẽ mở ở bên trái                                               |                                                                                     |
| B2 Tầng ke ga                   | Ke ga 2                                                                       | → L3 Tuyến 3 đi Hồ Con Rùa (Hướng đi Hiệp Bình) (dự án) →                           |
| B3 Tầng ke ga                   | Ke ga 3                                                                       | ← L2 Tuyến 2 đi Dân Chủ (Hướng đi Củ Chi) (giai đoạn 1, đang thi công)              |
| Ke ga đảo, cửa sẽ mở ở bên trái |                                                                               |                                                                                     |
| Ke ga 4                         | → L2 Tuyến 2 đi Bến Thành (Hướng đi Thủ Thiêm) (giai đoạn 1, đang thi công) → |                                                                                     |